# Conjunt perfecte
En topologia, un conjunt perfecte és un subconjunt tancat tal que tots els seus punts són punts d'acumulació (és a dir, el conjunt manca de punts aïllats).

## Caracterització
Siga S un conjunt i S′ el conjunt dels seus punts d'acumulació. Note's que un conjunt S d'un espai topològic és tancat quan {\displaystyle S'\subseteq S}, és a dir, quan {\displaystyle S} conté tots els seus punts d'acumulació. Dos conjunts S i T estan separats quan són disjunts i quan els conjunts derivats, formats pels seus punts d'acumulació, també són disjunts. En aquestes condicions, el conjunt S és un conjunt perfecte si S = S′. Això equival a la definició original, un conjunt és perfecte si és un conjunt tancat sense punts aïllats.

## Propietats
- Els conjunts perfectes són importants en les aplicacions del teorema de categories de Baire.
- Un conjunt perfecte d'{\displaystyle \mathbb {R} ^{n}} és necessàriament no numerable.
- El conjunt Xº dels punts de condensació d'X és un conjunt perfecte, i.e. tancat i dens.[1]

## Exemples
- En {\displaystyle \mathbb {R} }, qualsevol unió finita d'intervals tancats de la forma {\displaystyle [a_{i},b_{i}]\subset R} és un conjunt perfecte.
- El conjunt de Cantor és un conjunt perfecte i, per tant, no numerable.